# Agustín Alezzo
Agustin Andres Oscar Alezzo (Buenos Aires, 15 de agosto de 1935 – Buenos Aires, 9 de julho de 2020) foi um encenador e professor de atores argentino. Sua carreira começou em 1968. Dirigiu a série de televisão Nosotros na década de 1970. Também dirigiu versões em espanhol das produções de Neil Simon, George Bernard Shaw e Arthur Miller.
Alezzo morreu de problemas relacionados à COVID-19 em 9 de julho de 2020 em Buenos Aires, aos 84 anos.